# NGC 4932
NGC 4932 (również PGC 45015 lub UGC 8150) – galaktyka spiralna (Sc), znajdująca się w gwiazdozbiorze Psów Gończych. Odkrył ją William Herschel 26 kwietnia 1789 roku.
W galaktyce tej zaobserwowano supernową SN 2001dr.